# Bent Christiansen
Bent Christiansen (født 15. oktober 1938 i Hirtshals, død 12. august 2018 i Hjørring), sløjdskoleforstander, seminarierektor og ridder af Dannebrog:
Realeksamen i Hirtshals i 1955 og dernæst sømand i norsk udenrigsfart. Uddannet som maskinarbejder 1956-1960. Studentereksamen 1962. Tog lærereksamen fra Hjørring Seminarium i 1967 og arbejdede fra 1967 til 1986 som lærer i folkeskolen og i ungdomsskolens heldagsundervisning. I årene 1981 til 1986 var Bent Christiansen samtidig fagkonsulent for sløjd i Undervisningsministeriet. 1986-1992 forstander for Dansk Sløjdlærerskole i København. 1992-1998 rektor for Ålborg Seminarium. Fra 1998 på efterløn.
Bent Christiansen har siddet i læseplansudvalget for sløjd; han har siddet i bestyrelsen for Sløjdhøjskolen, og han var en af initiativtagerne til NordFo, hvor han også har været præsidiemedlem. Han var aktiv inden for Dansk Husflid.
I 1999 blev Bent Christiansen udnævnt til æresmedlem af Danmarks Sløjdlærerforening som tak for stor og ihærdig indsats for sløjdfaget.

## Ekstern henvisning
Bent Christiansens private hjemmeside Arkiveret 17. november 2005 hos  Wayback Machine

Kraks Blå Bog 1993
1. ↑  Biografi - Kraks Blå Bog